# Салаца

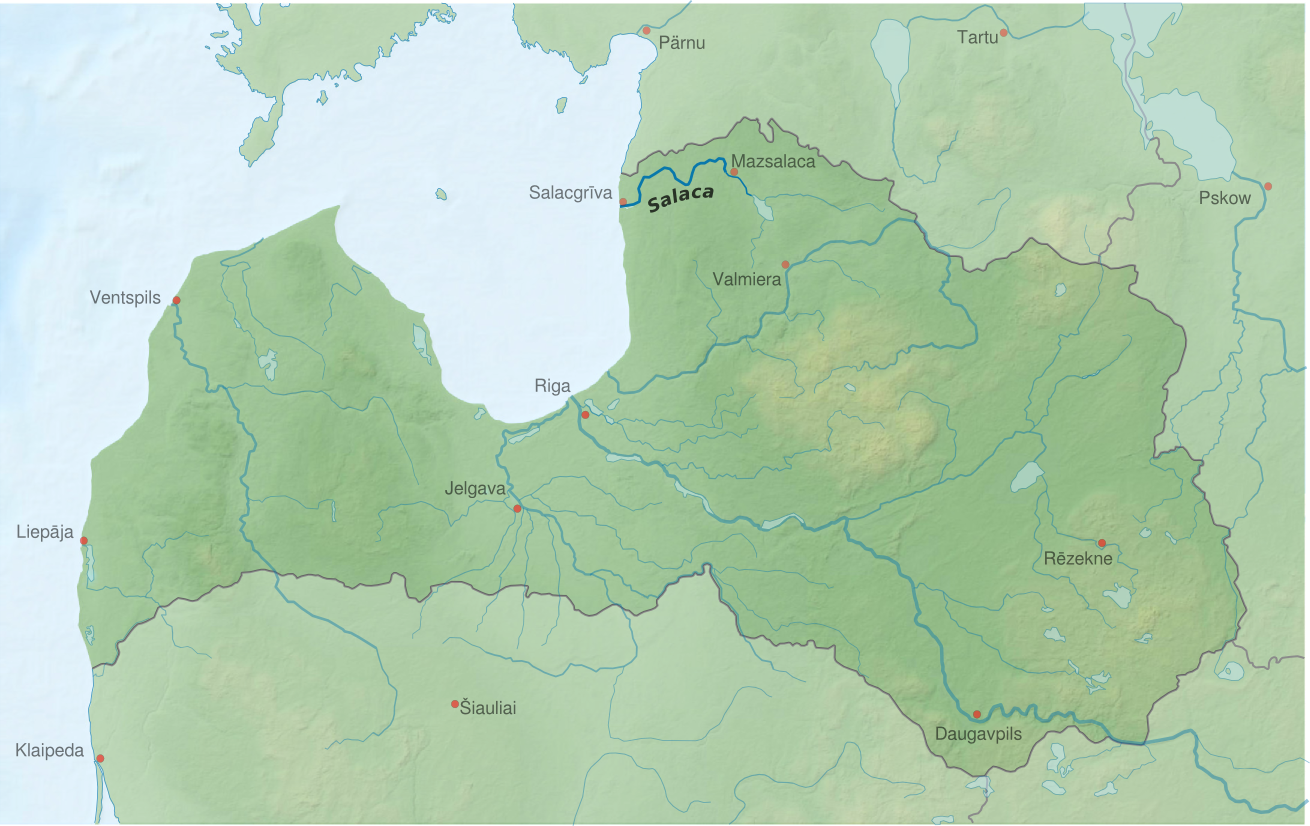

Са́лаца (латыш. Salaca, лив. Salatsa) — река на севере Латвии, приток — Мазсалаца, вытекает из озера Буртниекс, длина 96 км.
Течёт по Латвийской северной лесной равнине. Река протекает через три города, Мазсалаца, Стайцеле и Салацгрива. Впадает в Рижский залив Балтийского моря в городе Салацгрива.
В реке водятся плотва, окунь, лещ, щука и миноги.
Салаца — прекрасное место отдыха. Берега реки местами скалистые, из красного песчаника девонского периода, по берегам расположено множество пещер, а в окрестностях растут леса.
В верховьях реки расположена неолитическая стоянка, которая известна под названием Риннюкалнс, раскопки который велись с 1875 года. Также верховья Салацы известны поселениями ливов, сохранявшихся до второй половины XIX века.

## Галерея

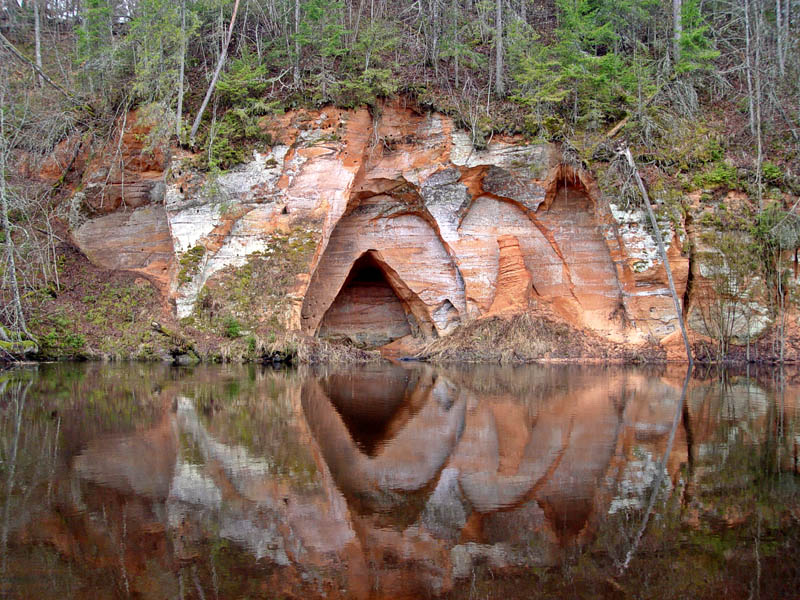
Пещера Энгелю (Ангелов)
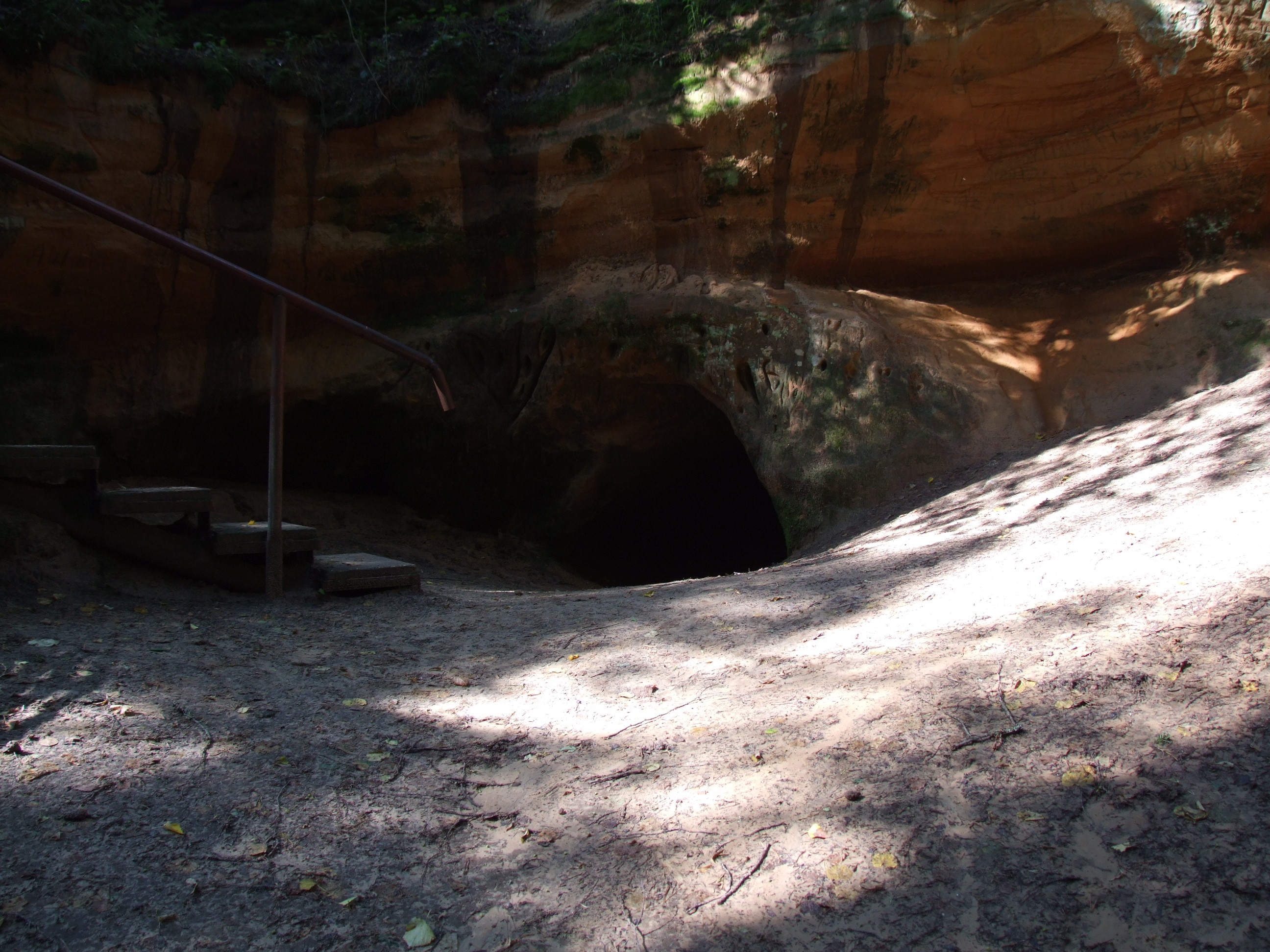
Чёртова пещера (Velna alas)
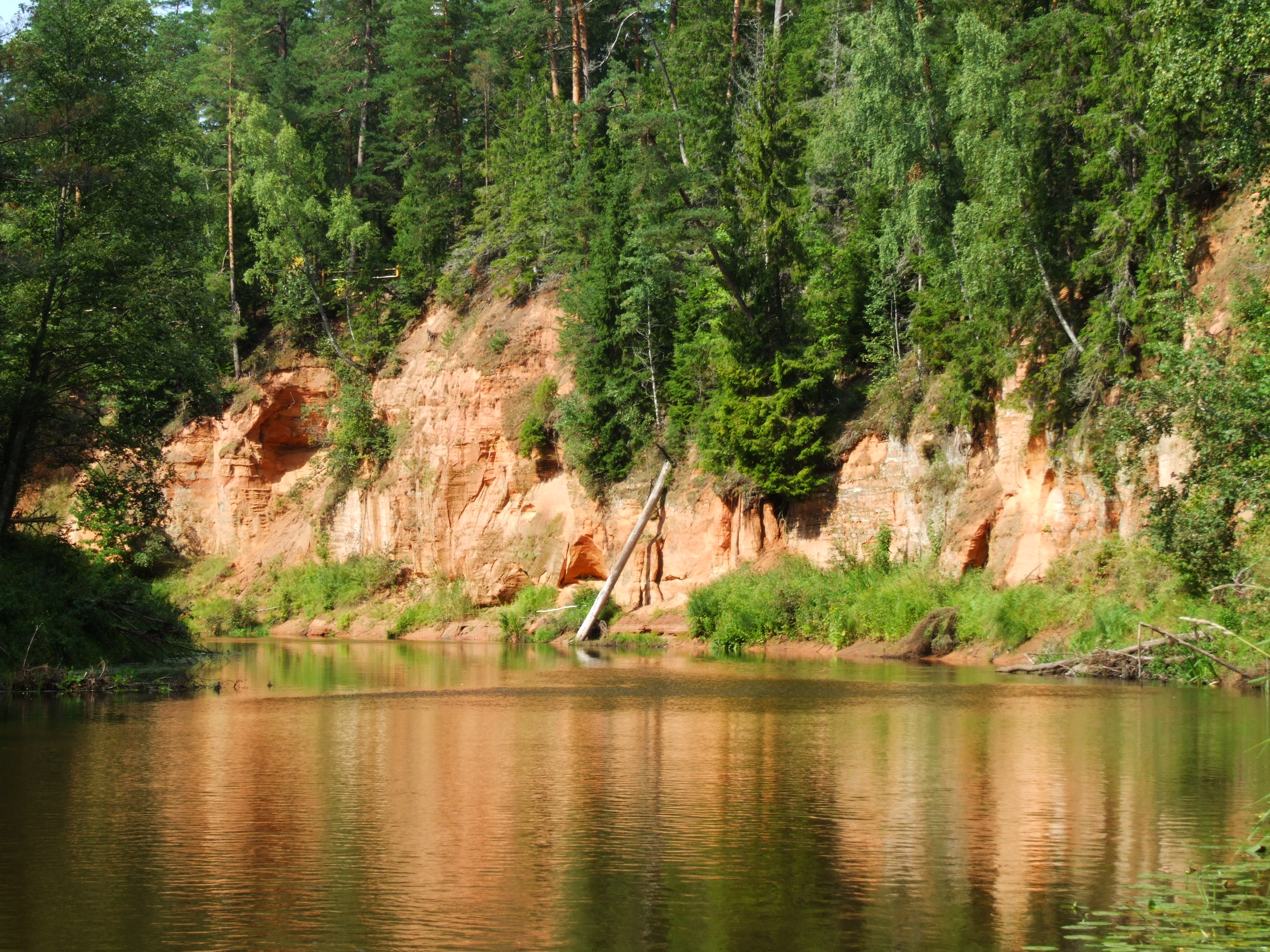
Гвоздичная скала (Neļķu klints)